# 中華民國南京國民政府時期江蘇省職官列表
本條目列出中華民國南京國民政府時期（1927年－1949年）江蘇省政府主要行政職官。

## 職官列表

### 省政府主席、委員
第一屆（1927年4月26日～10月31日）
未設主席，委員鈕永建、何應欽（辭職未任）、陳輝德、葉楚傖、陳和銑、張乃燕、甘乃光（未到職，潘宜之接任）、楊樹莊（辭職未任）、鄭毓秀、高魯、賀耀祖、陳銘樞（辭職，何民魂接任）、朱炎、何玉書、白崇禧、張壽鏞、潘宜之（未到職）、何民魂
第二屆（1927年11月1日～1928年11月1日）
主席鈕永建，委員鈕永建、葉楚傖、何玉書、陳和銑、高魯、何民魂、張壽鏞、張乃燕、陳世璋、茅祖泉、劉雲昭、繆斌、錢大均
第三屆（1928年11月1日～1930年3月17日）
主席鈕永建，委員鈕永建、葉楚傖、何玉書、陳和銑、陳德輝、錢大均、繆斌、吳藻華、張壽鏞、張乃燕、顧祝同
第四屆（1930年3月～1931年12月）
主席葉楚傖，委員葉楚傖、胡檏安、陳其采、陳和銑、孫鴻哲、何玉書、王柏皊、李明揚、羅良鑑
第五屆（1931年12月～1933年10月）
主席顧祝同，委員顧祝同、趙啟祿、舒石父、周佛海、董修甲、何玉書、羅良鑑、李明揚、王柏皊
第六屆（1933年10月～1937年11月）
主席陳果夫，委員陳果夫、余井塘、沈百先、趙棣華、周佛海、羅良鑑、王柏皊、葉秀峰、鄭亦同、吳挹峰（1934年4月就任）
第七屆（1937年11月～1939年10月）
主席顧祝同（1938年5月後由韓德勤代理），委員周佛海、韓德勤、趙棣華、胡嘉貽、李明揚、繆激流、馬元放、李守維、顧希平
第八屆（1939年10月～1944年12月）
主席韓德勤，委員韓德勤、李明揚、繆激流、冷欣、王公嶼、關吉玉、成靜生、金宗華、餘念善、鮑殊明、買韞山（1940年7月就任）、李壽雍（1941年4月就任）、賈士毅（1943年1月就任）、王艮仲（1943年1月就任）、馬鎮邦（1943年1月就任）、王伸廉（1943年1月就任）、陳桂渭（1944年3月就任）、葛建時（1944年3月就任）、張玉麟（1944年3月就任）、蕭稟原（1944年3月就任）、沈清慶（1944年9月就任）、許復（1944年9月就任）、劉秉哲（1944年11月就任）
第九屆（1945年1月～10月）
主席王懋功，委員王懋功、王公嶼、賈韞山、孫天放、陳雪塵、陳桂清、董漢槎、鈕長耀、陳泰運、周紹成、淩紹祖、林棟、劉秉哲、張淵揚、金仞千
第十屆（1945年10月～1948年9月）
主席王懋功，委員王懋功、陳言、王公嶼（1947年5月免職）、董轍、陳石珍、董贊堯、鈕長耀、賈韞山、葛建時、沈鵬（1947年5月就任）
第十一屆（1948年9月～1950年5月）
主席丁治磐，委員丁治磐、徐道鄰、顧希平、奚炎、洪鈞培、錢振榮、賈韞山、楊宗鼎、李文彬、劉元衡、史濟寅、韓涵、焦其鳳